# Chiesa di Sant'Agostin
La chiesa di Sant'Agostin era un edificio religioso della città di Venezia, nel sestiere di San Polo.
Della sua presenza resta traccia nel toponimo campo Sant'Agostin, al quale rivolgeva l'abside.

## Storia
Si trattava di una delle chiese più antiche della città e fu fondata, secondo le cronache, dal vescovo di Castello Pietro Marturio-Quintavalle nel 969 o nel 1000-1007. Lo stesso presule avrebbe disposto nel proprio testamento che essa rimanesse soggetta in perpetuo alla propria diocesi; per questo motivo la nomina del pievano (fu sin dai primi tempi era parrocchiale) spettava direttamente al presule castellano (dal 1451 patriarca di Venezia), tuttavia tale scelta doveva essere condivisa con gli abitanti, come dimostrano alcuni attriti insorti tra le due parti nel XII secolo. Fu inoltre affiliata alla chiesa di San Silvestro, verso la quale doveva rispettare alcuni obblighi.

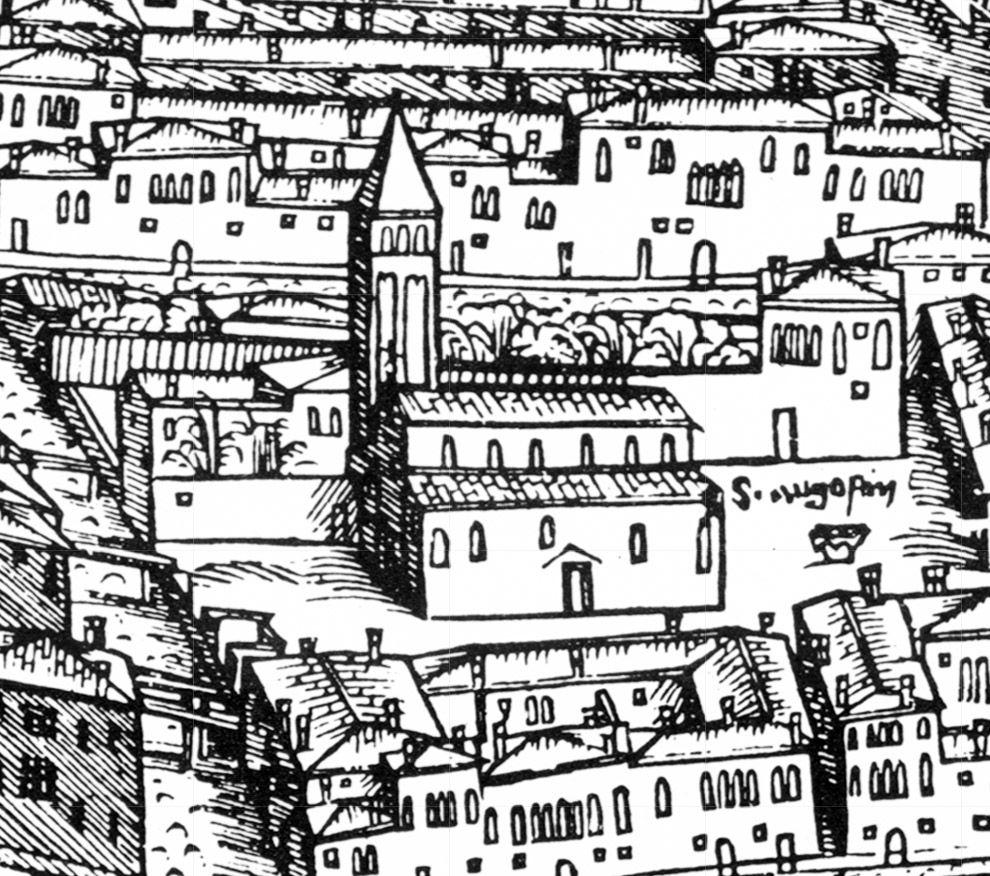
La chiesa di Sant'Agostin nella veduta di Venezia di Jacopo de' Barbari, 1500

Inizialmente si trattava di una collegiata retta da due sacerdoti affiancati da un diacono e un suddiacono, tuttavia con il passare del tempo la cura delle anime fu assegnata a un solo parroco, talvolta appoggiato da un sacrista.
Distrutta da un incendio nel 1149, fu ricostruita assumendo l'aspetto tramandato dalla celebre mappa di Jacopo de' Barbari del 1500. Nel 1639 fu nuovamente preda delle fiamme e venne riedificata su progetto di Francesco Contin; le nuove forme ci sono note grazie a una litografia ottocentesca di Giovanni Pividor mentre di alcuni altari sopravvivono i rilievi settecenteschi di Antonio Visentini. 
La parrocchia fu soppressa nel 1807 durante il periodo napoleonico e il suo territorio confluì in quella di San Stin (la quale fu a sua volta inglobata in quella dei Frari nel 1810). Nella stessa occasione l'edificio fu chiuso al culto e convertito in mulino; più tardi funse da deposito e infine, nel 1873, venne demolito per lasciare il posto a delle case popolari e attività commerciali.

## Descrizione

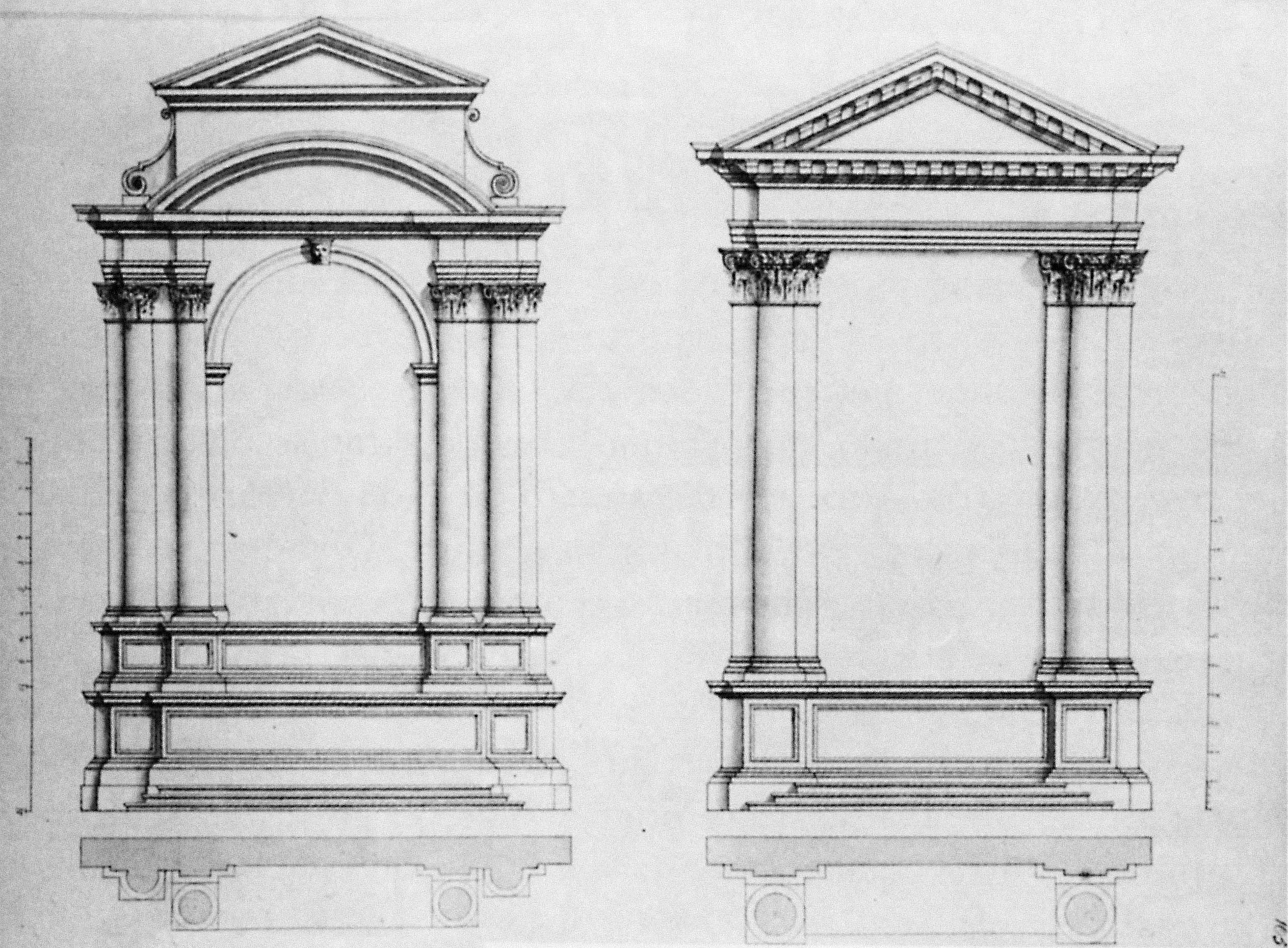
Antonio Visentini, rilievo dell'altar maggiore e di uno laterale nella chiesa di Sant'Agostin, disegno, Courtould Institute of Art

Come riporta la mappa di Jacopo de' Barbari, la chiesa rivolgeva la facciata al rio di San Polo, il lato sud alla calle della Chiesa (dove si apriva un ingresso secondario) e l'abside sul campo Sant'Agostin. Il campanile, con delle trifore aperte sulla cella, era adiacente al lato nord, allineato alla facciata.
La successiva ricostruzione del Contin sembra ripetere le proporzioni e l'aspetto esterno dell'edificio precedente, ma si crede che l'interno fosse più ricco, in linea con le tendenze barocche dell'epoca.
La chiesa conteneva numerose opere pittoriche, tutte disperse dopo la soppressione. Anton Maria Zanetti ricorda la pala con la Madonna, Gesù, e i santi Agostino e Monica di Bernardino Prudenti sull'altar maggiore cui facevano ala nel presbiterio quattro tele sulla vita di Agostino di Antonio Molinari e, negli altri tre altari, una Crocifissione di Pietro Liberi, una pala con «varie sante» forse sempre del Molinari, il Martirio di san Cristoforo di Giuseppe Nogari. Vi erano inoltre, fuori dagli altari, «un quadro posticcio a canto la porta destra», un Ecce homo di Paris Bordon e una Madonna con un santo di scuola tizianesca. Invece della pala della «Purificazione di Maria Vergine» di Francesco Zugno, più tarda e quindi citata soltanto in una successiva pubblicazione del Zanetti, non ci viene fornita un'esatta collocazione. 
Dalla dispersione si salvò una scultura policroma raffigurante Sant'Agostino trasferita nella chiesa di San Polo.